# Korek Telecom
Korek Telecom Ltd. ist das größte Telekommunikationsunternehmen der Autonomen Region Kurdistan.

## Geschichte
Das Unternehmen Korek Telecom wurde im Jahr 2000 von Sirwan Barzanî, dem Neffen von Masud Barzani, gegründet. Sirwan Barzanî war bis 2009 der Geschäftsführer von Korek und ist gegenwärtig der Vorsitzende des Board of Directors des Unternehmens. Daher sei, nach Vermutungen der Financial Times, ein Draht zur Demokratischen Partei Kurdistans und damit verbundener Korruption vorhanden. Die Geschäftsführerin, Ghada Gebara, hingegen wies diese Vorwürfe zurück.
Bei der Versteigerung von Mobilfunklizenzen für den Irak in 2007, konnte sich Korek Telecom eine dieser GSM-Lizenzen für 1,25 Milliarden US-Dollar ersteigern. Die Laufzeit für die Lizenzen lag bei 15 Jahren.
Im Jahr 2011 beteiligte sich der größte französische Telekommunikationsanbieter Orange mit einer Investition in Höhe von 245 Millionen US-Dollar (175 Millionen Euro) an Korek Telecom.

## Marktstellung
Das Unternehmen hatte Anfang 2013 etwa 4,8 Millionen Kunden, die meisten davon wohnhaft in Kurdistan. Korek besitzt in der Telekommunikationsbranche einen Marktanteil von 16 % und ist damit das drittgrößte Unternehmen im Land.